# Physoconops ornatifrons
Physoconops ornatifrons är en tvåvingeart som först beskrevs av Krober 1915.  Physoconops ornatifrons ingår i släktet Physoconops och familjen stekelflugor. Inga underarter finns listade i Catalogue of Life.